# Лилия слабая
Лилия слабая (лат. Lilium debile) — вид растения рода Лилия (Lilium) в секции Martagon. Ареал вида простирается на Камчатку, Курильские острова и Сахалин. Впервые был собран в 1828 году Генрихом фон Китлицем на Камчатке и в 1858 году описан им как отдельный вид, аналогичный лилии кудреватой (Lilium martagon).

## Описание
Многолетнее травянистое растение. Достигает высоты от 40 до 80 сантиметров. Ось побега прямостоячая, тоньше, чем у других лилий, безволосая. Цвет меняется от зелёного у основания до тускло-жёлто-коричневого в верхней части.

### Луковица

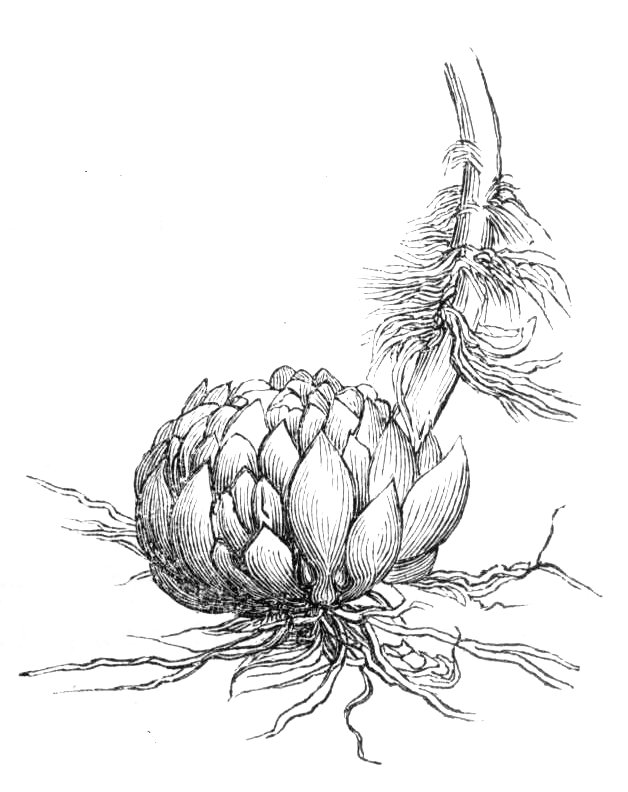
Луковица лилии слабой

Луковица состоит из двадцати-тридцати перекрывающихся между собой чешуек и не защищена дополнительной внешней оболочкой. Она достигает диаметра 2,5—4,5 см. Форма сжатая, корневищная; луковица покрыта порами и имеет тенденцию к распаду. Чешуя белая, узколанцетная. Чешуйки разделены на два или три сегмента.
Корни придаточные, некоторые отходят непосредственно от стебля.

### Листья
Положение листьев мутовчатое, обычно от пяти до двадцати листьев в одной, реже в двух-трёх мутовках. Самый глубокий оборот[прояснить] всегда находится выше середины стебля, что означает, что нижняя половина стебля безлистна. Узколанцетные листья имеют ширину 0,8—3 см и длину 8—13 см.

### Цветы и плоды
Цветение с июля по август, соцветие метельчатой формы состоит из одного-семи цветков. Цветоносы имеют длину 2,5—8 см. Околоцветник имеет тюрбановидную форму и достигает в диаметре 3—4,5 см. Цветки тройчатые, гермафродитные, шесть цветочных прицветников (околоцветников) одинаковой формы и сильно отогнуты назад (как у лилии кудреватой). Цветки блестящие, коричневато-оранжево-красные, с тёмными крапинками или без них, к концу периода цветения кончик белеет. Листья околоцветника ланцетные, килеватые, внутри мясистые. Их длина составляет 3—3,5 см, а ширина — от одного до 1,3 см.
Каждый цветок несет шесть тычинок. Пыльники и пыльца светло-оранжевые. Пестик состоит из трёх плодолистиков, сросшихся между собой. Завязь верхняя и лишь немного короче столбика.
Нектарники имеют щелевидное отверстие. Края гладкие или покрыты сосочками.
После цветения образуются плоды-коробочки яйцевидной формы. Семена прорастают замедленно-гипогейным способом (подземное прорастание).

## Распространение и экология
Лилия слабая распространена на сравнительно большой территории, простирающейся на Камчатке, Курильских островах и Сахалине. Обитает на высоте до 1000 м. Отчетливо видна ориентация ареала с севера на юг. Вид чаще встречается на островах, чем на материке.
Местонахождения часто встречаются в пихтовых лесах, среди пихт сахалинских (Abies sachalinensis), или в лиственничных лесах, образованных лиственницей Гмелина (Larix gmelinii). Однако может встречаться и в смешанных лесах, где в качестве соседей предпочтительны берёза Эрмана (Betula ermanii) или карликовая берёза (Betula nana). Другие места произрастания включают склоны и склоны невысоких холмов, а также влажные участки в тени или полутени.

### Охранный статус
Вид считается угрожаемым и занесён в Красную книгу России. Хотя существование этого вида считается стабильным ввиду труднодоступного ареала, многие популяции Lilium debile находятся под острой угрозой из-за лесохозяйственной эксплуатации региона, новых шахт и добычи нефти и газа.

## История описания
Вид был впервые собран Генрихом фон Киттлицем на Камчатке в 1828 году. В 1858 году он описал его как отдельный вид, похожий на Lilium martagon, и назвал его эпитетом debile, от латинского dēbilis «слабый, хрупкий», из-за его тонкого и гибкого стебля. Однако первоначальное описание весьма неточно и, за исключением двух рисунков, практически не содержит описаний особенностей.
В 1865 году Фридрих Эрнст Людвиг фон Фишер и Карл Иоганн Максимович описали вид как Lilium avenaceum. Однако авторы объединили три вида лилий с мутовчатыми листьями — Lilium debile, Lilium medeoloides и Lilium distichum — в один вид. Действительным считается название из первого описания — Lilium debile.
Многие последующие авторы рассматривали Lilium debile как синоним Lilium medeoloides, но Черепанов признает этот вид, на основании чего он включён также во Всемирный контрольный список избранных семейств растений Королевского ботанического сада Кью.